# Phyllodes inferna
Phyllodes inferna là một loài bướm đêm trong họ Noctuidae.